# Гадсон (Нью-Гемпшир)
Гадсон (англ. Hudson) — місто (англ. town) в США, в окрузі Гіллсборо штату Нью-Гемпшир. Населення — 25 394 особи (2020).

## Демографія
Згідно з переписом 2010 року, у місті мешкало 24 467 осіб у 8900 домогосподарствах у складі 6683 родин. Було 9212 помешкання
Расовий склад населення:
| - 93,0 % — білих - 3,0 % — азіатів - 1,4 % — чорних або афроамериканців - 0,1 % — корінних американців |

До двох чи більше рас належало 1,6 %. Частка іспаномовних становила 2,9 % від усіх жителів.
За віковим діапазоном населення розподілялося таким чином: 24,9 % — особи молодші 18 років, 64,5 % — особи у віці 18—64 років, 10,6 % — особи у віці 65 років та старші. Медіана віку мешканця становила 39,6 року. На 100 осіб жіночої статі у місті припадало 98,0 чоловіків;  на 100 жінок у віці від 18 років та старших — 95,6 чоловіків також старших 18 років.
Середній дохід на одне домашнє господарство  становив 111 003 долари США (медіана — 93 042), а середній дохід на одну сім'ю — 117 409 доларів (медіана — 103 571). Медіана доходів становила 66 113 долари для чоловіків та 50 895 доларів для жінок. За межею бідності перебувало 5,4 % осіб, у тому числі 6,8 % дітей у віці до 18 років та 3,3 % осіб у віці 65 років та старших.
Цивільне працевлаштоване населення становило 13 976 осіб. Основні галузі зайнятості: освіта, охорона здоров'я та соціальна допомога — 22,2 %, виробництво — 15,6 %, науковці, спеціалісти, менеджери — 12,7 %, роздрібна торгівля — 12,5 %.